# Giro d'Italia de 1961
Giro d'Italia 1961 foi a quadragésima quarta edição da prova ciclística Giro d'Italia (Corsa Rosa), realizada entre os dias 20 de maio e 11 de junho de 1961.
A competição foi realizada em 21 etapas com um total de 4.004 km.
O vencedor foi o ciclista italiano Arnaldo Pambianco. Largaram 170 competidores, cruzaram a linha de chegada 92 corredores.